# لوریک تسانا
لوریک تسانا (صربی: Lorik Cana؛ زادهٔ ۲۷ ژوئیهٔ ۱۹۸۳) بازیکن فوتبال پیشین اهل آلبانی است.

## باشگاهی
از باشگاه‌هایی که در آن بازی کرده‌است می‌توان به پاری سن ژرمن، مارسی، ساندرلند، گالاتاسرای، لاتزیو و نانت اشاره کرد.

## افتخارات

### باشگاهی
پاری سن ژرمن
- لیگ ۱ نایب قهرمان: ۰۴–۲۰۰۳
- جام حذفی فوتبال فرانسه: ۰۴–۲۰۰۳؛ نایب قهرمان: ۰۳–۲۰۰۲
- سوپر جام فوتبال فرانسه نایب قهرمان: ۲۰۰۴

مارسی
- لیگ ۱ نایب قهرمان: ۰۷–۲۰۰۶، ۰۹–۲۰۰۸
- جام حذفی فوتبال فرانسه نایب قهرمان: ۰۶–۲۰۰۵، ۰۷–۲۰۰۶

لاتزیو
- جام حذفی فوتبال ایتالیا: ۱۳–۲۰۱۲؛ نایب قهرمان: ۱۵–۲۰۱۴
- سوپرجام فوتبال ایتالیا نایب قهرمان: ۲۰۱۳، ۲۰۱۵

### فردی
- بازیکن سال فوتبال آلبانی: ۲۰۰۳